# 조선민주주의인민공화국 지방경리성
지방경리성(地方經理省)은 지방 행정 기관과 인민위원회의 재무, 경리를 감독, 관장하는 행정기관이다. 내무성의 지방경리국을 확장하여 성급으로 승격, 출범시켰다.

## 연혁
- 지방경리성 출범

## 산하 기관
- 도시경리위원회
- 농촌경리위원회

## 역대 상, 부상

### 역대 지방경리상
- 정성언 1957년 9월 20일 ~

## 같이 보기
- 지방행정성
- 내무성
- 도시경영성
- 내각사무처